# 根本祐二
根本 祐二（ねもと ゆうじ、1954年 - ）は、日本の経済学者。東洋大学大学院経済学研究科公民連携専攻教授。PPP研究センター長。公共政策、都市開発、地域開発等が専門。九州フィナンシャルグループ社外取締役。

## 来歴
鹿児島県鹿児島市出身。鹿児島県立鹿児島中央高等学校卒業後、1974年に東京大学経済学部に入学、卒業後の1978年に日本開発銀行（現：日本政策投資銀行）に入行。鹿児島事務所、大阪支店、プロジェクト・ファイナンス部、経済企画庁調査員、設備投資研究所主任研究員、ブルッキングス研究所（米国）客員研究員、首都圏企画室長、地域企画部長などを経て、2006年4月東洋大学大学院経済学研究科公民連携専攻教授に就任。内閣府地域再生チーム専門調査員、国土審議会土地政策分科会委員等の公職も兼務。
開発銀行行員時代から一貫して地域開発・地域再生とファイナンス、ITをテーマに、全国各地で具体的な活動を行っている。公民連携推進協会 PPPI（Public/Private Partnership Institute）代表を兼ねる。　

## 著作
- 『テーマパーク時代の到来』（1990年、ダイヤモンド社）
- 『地域再生に金融を活かす』（2006年、学芸出版社）
- 『朽ちるインフラ―忍び寄るもうひとつの危機』（2011年、日本経済新聞出版社）
- 『「豊かな地域」はどこがちがうのか』（2013年、ちくま新書）

他多数